# Manfred Meurer
Manfred Meurer, nemški častnik, vojaški pilot in letalski as, * 8. september 1919, Hamburg, † 22. januar 1944, nad Berlinom.

## Življenjepis
Manfred Meurer se je Luftwaffe pridružil leta 1938, sprva kot pripadnik protiletalske artilerije. Leta 1939 je začel s šolanjem za vojaškega pilota, leta 1940 pa je bil poslan v Zerstörer Schule, kjer se je šolal na težkih dvomotornih lovcih Messerschmitt Bf 110. Pozimi 1941 je bil dodeljen 9./NJG 1 kot pilot nočnega lovskega letala s činom poročnika. Svojo prvo zračno zmago je dosegel na svoji prvi bojni nalogi, v noči s 26. na 27. marec 1942. 
Do konca leta 1942 je postal letalski as z osmimi potrjenimi sestreljenimi letali. 1. januarja 1943 je postal Staffelkapitän 3./NJG 1. V noči s 14. na 15. februar je sestrelil tri bombnike RAF, v noči z 12. na 13. marec pa še štiri in tako povišal skupno število sestreljenih letal na 23. Za zasluge je bil 16. aprila 1943 odlikovan z Viteškim križem. V maju je dosegel novih 14 zmag, od tega dvakrat po tri in enkrat po štiri bombnike v eni noči. V noči s 27. na 28. julij je dosegel svojo petdeseto zmago, De Havilland Mosquito britanskega RAF. 2. avgusta 1943 je bil odlikovan s hrastovimi listi k viteškemu križu (Nr 264).
5. avgusta  1943, je s činom stotnika postal Gruppenkommandeur II./NJG 5. S to enoto je dosegel šest novih zmag, 28. septembra 1943 pa je bil premeščen v I./NJG 1, kjer je prevzel poveljstvo kot Gruppenkommandeur. na tem mestu je zamenjal stotnika Hansa-Dieterja Franka, ki je izginil na bojni nalogi tiste noči. I./NJG 1 je bila opremljena z najsodobnejšimi nemškimi nočnimi lovci Heinkel He 219, Meurer pa je s tem letalom dosegel pet zmag. V noči z 12. na 13 december 1943 je v takem letalu dosegel svojo šestdeseto zračno zmago, ko je sestrelil britanskega Mosquita. Svoji 61. in 62. zmago je dosegel v noči s 16. na 17. december, v noči z 21. na 22 januar 1944 pa je s svojim nočnim lovcem He 219 A-0 (W. Nr. 190070) “G9+BB” trčil v britanski težki bombnik Avro Lancaster, ki ga je poskušal sestreliti nad Berlinom. V trčenju sta obe letali strmoglavili, ob tem pa so umrli vsi člani posadke v bombniku in oba člana posadke v nočnem lovcu.
Manfred Meurer je na 130 bojnih nalogah dosegel 65 zračnih zmag, med katerimi je bilo kar 40 težkih štirimotornih bombnikov in dva Mosquita. Vse zmage je dosegel ponoči. 

## Odlikovanja
- Železni križec 2. in 1. razreda
- Nemški križ v zlatu
- Viteški križ železnega križca (16. april 1943)
  - Hrastovi listi k viteškemu križu (2. avgust 1943)